# 塩古墳群
塩古墳群（しおこふんぐん）は、埼玉県熊谷市塩にある古墳群である。1960年（昭和35年）3月1日に第1支群（狸地域）の古墳が県の史跡に指定された。

## 概要
古墳時代前期を中心とする古墳群で、7つの支群により構成され、前方後方墳2基、方墳26基、円墳8基からなる。第3支群の西隣に嵐山町の古里古墳群がある。第4・5・7支群は滑川を挟んで嵐山の陣屋古墳群と対峙している。1992年（平成4年）には前方後方墳2基を含む地域が史跡に追加指定されている。1993年（平成5年）に行われた調査で指定地域内に前方後方墳・方墳あわせて23基の古墳が存在することが明らかになった。

## 主な古墳
- 第1支群1号墳（狸塚1号墳）
支群中最大の前方後方墳で古墳群のほぼ中央に位置している。墳長35.3メートル、後方部辺長20メートル、高さ4.2メートル、前方部幅11.7メートル、高さ1.2メートル。焼成前底部穿孔のある壺形土器出土。4世紀前半の築造。

- 第1支群2号墳（狸塚2号墳）
1号墳のすぐ南西に位置する前方後方墳。墳長30.1メートル、後方部辺長20.1メートル、前方部幅11.4メートル。墳丘と周溝から有段口縁壺、鉢出土。

- 第7支群18号墳（塩西原18号墳）
径22メートル・高さ2.4メートルの古墳時代後期（6世紀）の円墳で[2]、幅2.1メートルの周溝が巡る。主体部は、砂岩の切石を積み上げた複室構造の横穴式石室で、全長5.7メートル・幅1メートルである。副葬品は、玄室から耳環1、銅釧3、管玉2、琥珀玉5、土製丸玉2、大刀2、銀装大刀1、銀装圭頭大刀1、銅製鵐目1、刀子2、弓金具1、鉄鏃30以上、鉄地金金銅張雲珠1、鉄地金金銅張辻金具2、鉄地金金銅張帯金具2、鉄製鞖金具2が出土している。また前庭部から須恵器・土師器群が発掘されている。これらの遺物は1998年（平成10年）2月10日付けで市指定有形文化財に指定された[3]。